# Gori

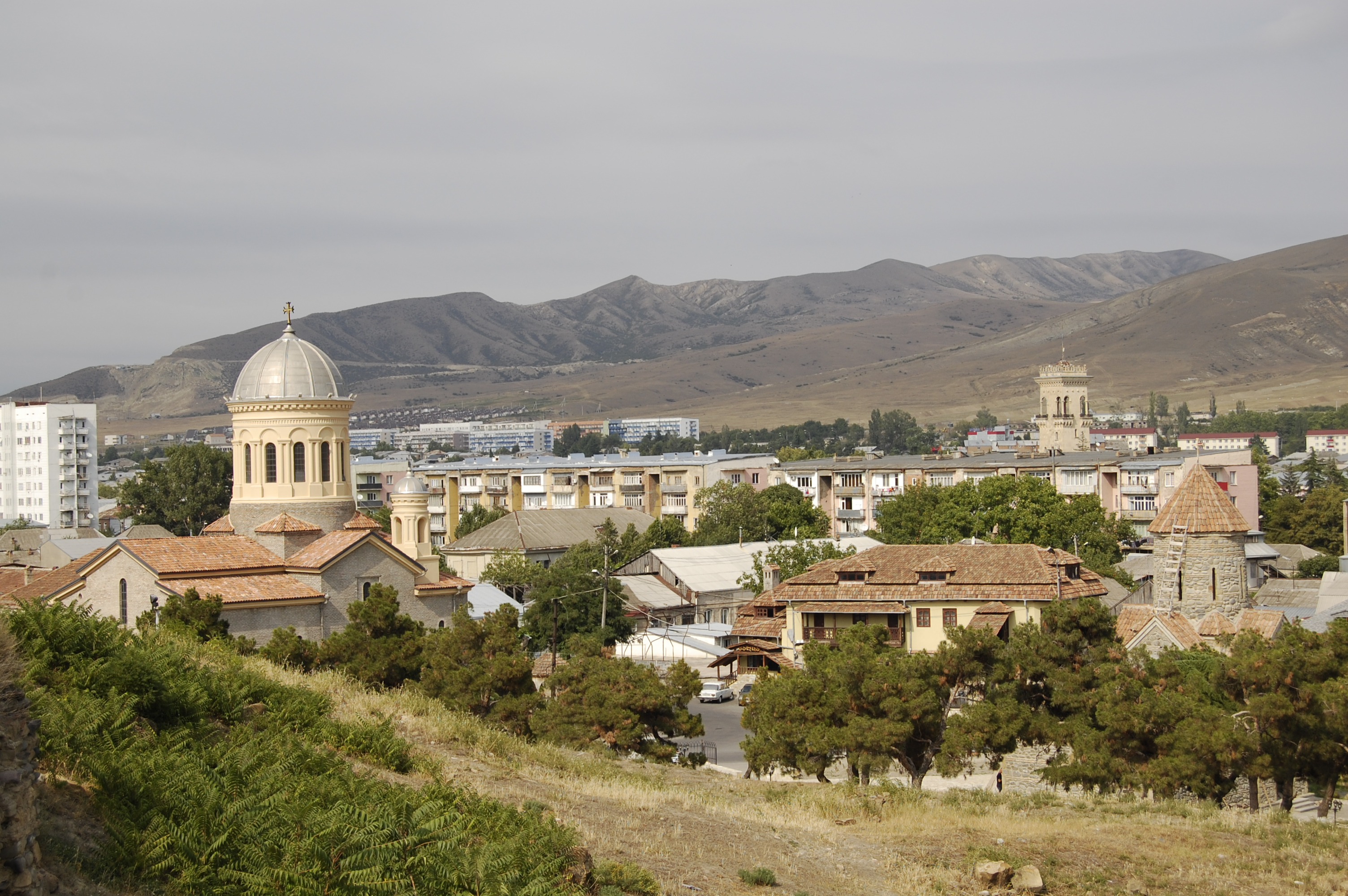
Blick über Gori von der Festung Goris-Ziche aus, Juli 2013; links die Kathedrale des Bistums Gori

Gori (georgisch გორი) ist die Hauptstadt der Region Innerkartlien in Zentralgeorgien.

## Geografie
Gori liegt nordwestlich von Tiflis am Zusammenfluss der Kura mit dem Großen Liachwi. Die Stadt hat 48.143 Einwohner (2014). Sie ist ein administratives, industrielles und kulturelles Zentrum in einem ausgedehnten landwirtschaftlichen Gebiet.
Das Klima in Gori ist gemäßigt. Die Temperatur beträgt im Jahresdurchschnitt 11 °C, die durchschnittliche jährliche Niederschlagsmenge 585 mm.

## Geschichte

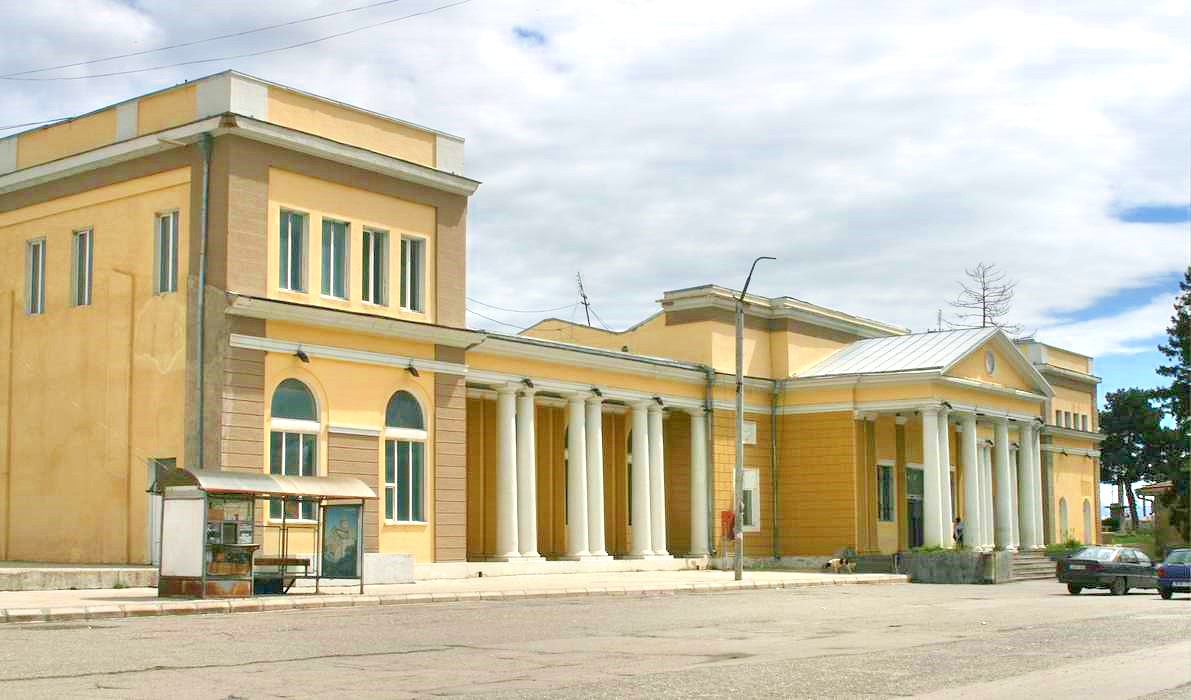
Bahnhof von Gori

Der Name der Stadt stammt von der bis heute erhaltenen Festung Goris-Ziche („Festung auf dem Hügel“), die unter dem Namen Tontio bereits seit dem 7. Jahrhundert in georgischen Urkunden bekannt war. Archäologische Forschungen ermittelten, dass sich unter der mittelalterlichen Festung Reste einer noch älteren Befestigungsanlage befinden, die im 3. bis 2. Jahrhundert v. Chr. angelegt wurden. Während der Regierungszeit König David IV. des Erbauers (1073–1125) wuchs und erstarkte die Stadt. Seitdem gehört sie zu den wichtigsten Georgiens.
1818 wurde in Gori eine der ersten theologischen Hochschulen Georgiens gegründet. 1872 erhielt sie mit der Bahnstrecke Poti–Baku Anschluss an die Eisenbahn. 1920 wurde die Stadt durch ein starkes Erdbeben zerstört. Das Rathaus wurde von deutschen Kriegsgefangenen des Zweiten Weltkriegs erbaut und wird wegen seiner Kuppel im Volksmund auch Reichstag genannt.
Die Stadt liegt nur etwa 25 km von Südossetien entfernt und an der strategisch wichtigen Ost-West-Fernstraße S1. Vom 9. bis 12. August 2008 war sie im Zusammenhang mit dem georgisch-russischen Konflikt um dieses Gebiet Ziel russischer Luftangriffe, die auch Opfer unter der Zivilbevölkerung forderten. Laut der Menschenrechtsorganisation Human Rights Watch wurden in Gori 11 Zivilisten durch russische Streubomben getötet und dutzende verletzt. Später rückten russische Truppen in die Stadt ein und besetzten sie, was zuerst von der russischen Armeeführung dementiert, später aber bestätigt wurde. Art und Ausmaß der Zerstörungen der Stadt durch die Kriegshandlungen wurden in den Medien sehr unterschiedlich beschrieben. UNOSAT hat 33 zerstörte Häuser dokumentiert.

## Wirtschaft und Verkehr

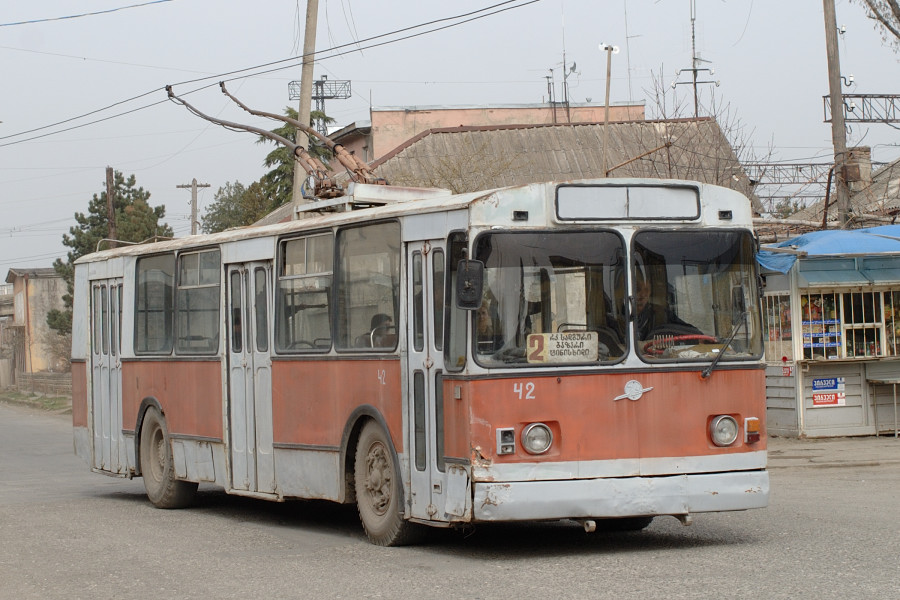
Stillgelegt: Obus in Gori

Hauptarbeitgeber in der Stadt sind die Baumwollindustrie und der Apparatebau. Außerdem werden Gemüse und Obst verarbeitet.
2010 wurde der Oberleitungsbus-Betrieb in Gori stillgelegt.

## Kultur
Kultureinrichtungen sind das 1856 gegründete Staatliche Eristawi-Theater, ein Kulturzentrum mit zwei Folklore-, einem Pantomime- und einem Kindertheater-Ensemble, ein Historisch-Ethnographisches Museum sowie das überregional bekannte Josef-Stalin-Museum, welches Stalin glorifiziert.
Gori ist ein Bistum der Georgischen Orthodoxen Kirche. Als Kathedrale dient heute die ehemals römisch-katholische Kirche der Stadt.
Wegen des weltweit bekannten politischen Führers, Josef Stalin, der im Ort geboren worden war, wird sein Geburtshaus als Museum geführt, in dem Porträts, persönliche Gegenstände und Dokumente gezeigt werden. Desgleichen stand in der Stalin-Allee auch ein Stalin-Denkmal: eine lebensgroße Skulptur aus Sandstein, die eine Militäruniform ohne Mütze trägt.

## Bildung
2007 wurde die Staatliche Pädagogische Universität Gori gegründet. Daneben gibt es eine Kunst- und eine Musikhochschule.

## Sehenswürdigkeiten
Nahe Gori befinden sich die Ruinen der im 16. Jahrhundert als Schutz gegen die Türkenüberfälle errichteten Festung Ksanis-Ziche, die alte Georgische Heerstraße, die den Nordkaukasus mit Tiflis verbindet, die Atheni-Sioni-Kirche (7. Jahrhundert) sowie das Höhlendorf Uplistsiche (6. Jahrhundert v. Chr.), das eine Handelsstation an der Seidenstraße war.

## Städtepartnerschaften
Gori unterhält zwei Städtepartnerschaften mit:
| Stadt | Land           | seit |
| ----- | -------------- | ---- |
| Lod   | Israel         | 1996 |
| Luzk  | Wolyn, Ukraine | 2008 |

## Söhne und Töchter der Stadt

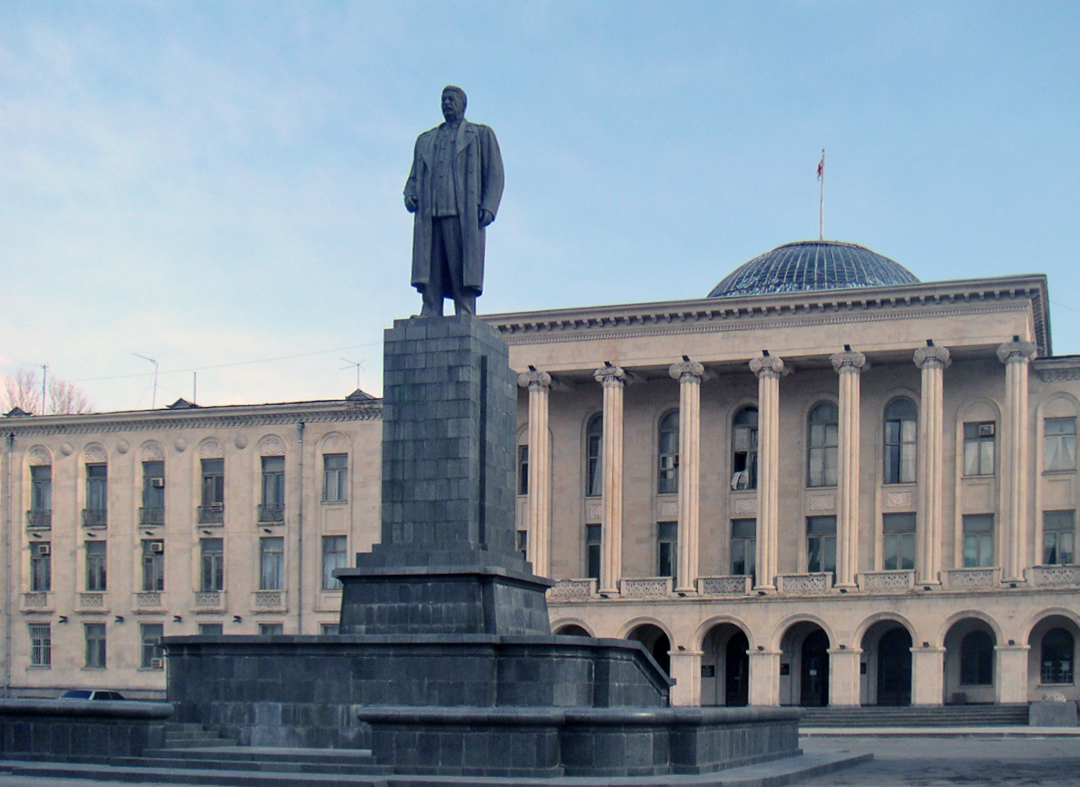
Rathaus von Gori mit Stalin-Denkmal, das im Juni 2010 entfernt wurde

- Alexander Chachanaschwili (1866–1912), Historiker, Philologe und Hochschullehrer
- Josef Stalin (1878–1953), sowjetischer Politiker und Diktator. Gori ist dessen Geburtsstadt. Das Haus, in dem er geboren wurde und bis 1883 lebte, ist Teil eines Museums. 2010 kündigte der georgische Kulturminister Nuka Rurua an, das Museum in Stalins Geburtshaus werde nicht länger dessen Verherrlichung dienen.[7] Vor dem Rathaus stand seit 1952 ein 17 Meter hohes Stalin-Denkmal, das im Juni 2010 abgerissen wurde. Seither gibt es zögerliche Pläne, das Stalin-Denkmal vor dem Museum auf niedrigem Sockel wiederaufzustellen.[8]
- Aleksi Matschawariani (1913–1995), Komponist
- Alexander Nadiradse (1914–1987), sowjetischer Raketeningenieur
- Eduard Mirsojan (1921–2012), armenischer Komponist
- Sulchan Zinzadse (1925–1991), Komponist
- Merab Mamardaschwili (1930–1990), Philosoph
- Koba Kurtanidse (1964–2005), sowjetischer Judoka
- Wascha Tarchnischwili (* 1971), Fußballspieler
- Giorgi Kandelaki (* 1974), Boxer
- Otar Tuschischwili (* 1978), Ringer
- Ushangi Kokauri (* 1992), aserbaidschanischer Judoka
- Giorgi Mudscharidse (* 1998), Kugelstoßer